# 李育材
李育才（1948年—），男，汉族，中华人民共和国政治人物，曾任中华人民共和国林业部副部长，国家林业局副局长、党组副书记、第十一届全国政协委员。

## 生平
2008年，当选第十一届全国政协委员，代表农业界，分入第三十八组。并担任经济委员会专委。